# Haines Mountains
Die Haines Mountains sind ein Gebirgszug vereister Berge im westantarktischen Marie-Byrd-Land. In den Ford Ranges erstrecken sie sich über rund 40 km in nordwest-südöstlicher Ausrichtung und begrenzen den Hammond-Gletschers südwestlich. 
Sie wurden während der zweiten Antarktisexpedition (1933–1935) des US-amerikanischen Polarforschers Richard Evelyn Byrd entdeckt. Benannt sind sie nach William C. Haines (1887–1956), Meteorologe auf dieser und Byrds erster Antarktisexpedition (1928–1930).